# مصلى بلاكيني
مصلى بلاكيني عبارة عن مبنى مدمر على ساحل شمال نورفولك، إنجلترا. على الرغم من اسمه، فمن المحتمل أنه لم يكن كنيسة صغيرة، ولا في قرية بلاكيني المجاورة، بل في أبرشية كلي المجاورة للبحر. كان المبنى قائمًا على تل مرتفع أو «عين» على الطرف المواجه للبحر للأهوار الساحلية، أقل من 200 متر (220 يارد) من البحر وإلى الشمال مباشرة من القناة الحالية لنهر غلافين حيث يتحول إلى مسار موازٍ للخط الساحلي. كان تتألف من غرفتين مستطيلتين بحجم غير متساوٍ، ويبدو أنها سليمة في خريطة عام 1586، ولكنها تظهر على أنها أطلال في الرسوم البيانية اللاحقة. فقط أساسات وجزء من الجدار باقيا. قدم ثلاثة تحقيقات أثرية بين عامي 1998 و 2005 مزيدًا من التفاصيل عن البناء، وأظهر فترتين متميزتين من الاستخدام النشط. على الرغم من وصفها بأنه بكنيسة صغيرة في عدة خرائط، إلا أنه لا يوجد دليل وثائقي أو أثري يشير إلى أن له أي وظيفة دينية. الموقد الصغير، الذي ربما يستخدم لصهر الحديد، هو الدليل الوحيد على نشاط معين في الموقع.
تم نقل الكثير من المواد الإنشائية منذ فترة طويلة لإعادة استخدامها في المباني في كلي وبلاكيني. الاثار الباقية محمية كنصب تذكاري مجدول ومبنى مدرج من الدرجة الثانية بسبب أهميتها التاريخية، ولكن لا توجد إدارة نشطة. من المرجح أن يزداد التهديد الدائم من زحف البحر بعد إعادة تنظيم مسار غلافين عبر الأهوار، مما يؤدي إلى فقدان الأنقاض.

## وصف

مخطط موقع H هو الموقد القديم ، ويمثل F المواقد اللاحقة ، أحدها مزدوج. الجدار الفاصل في S1 هو أيضًا إضافة متأخرة.

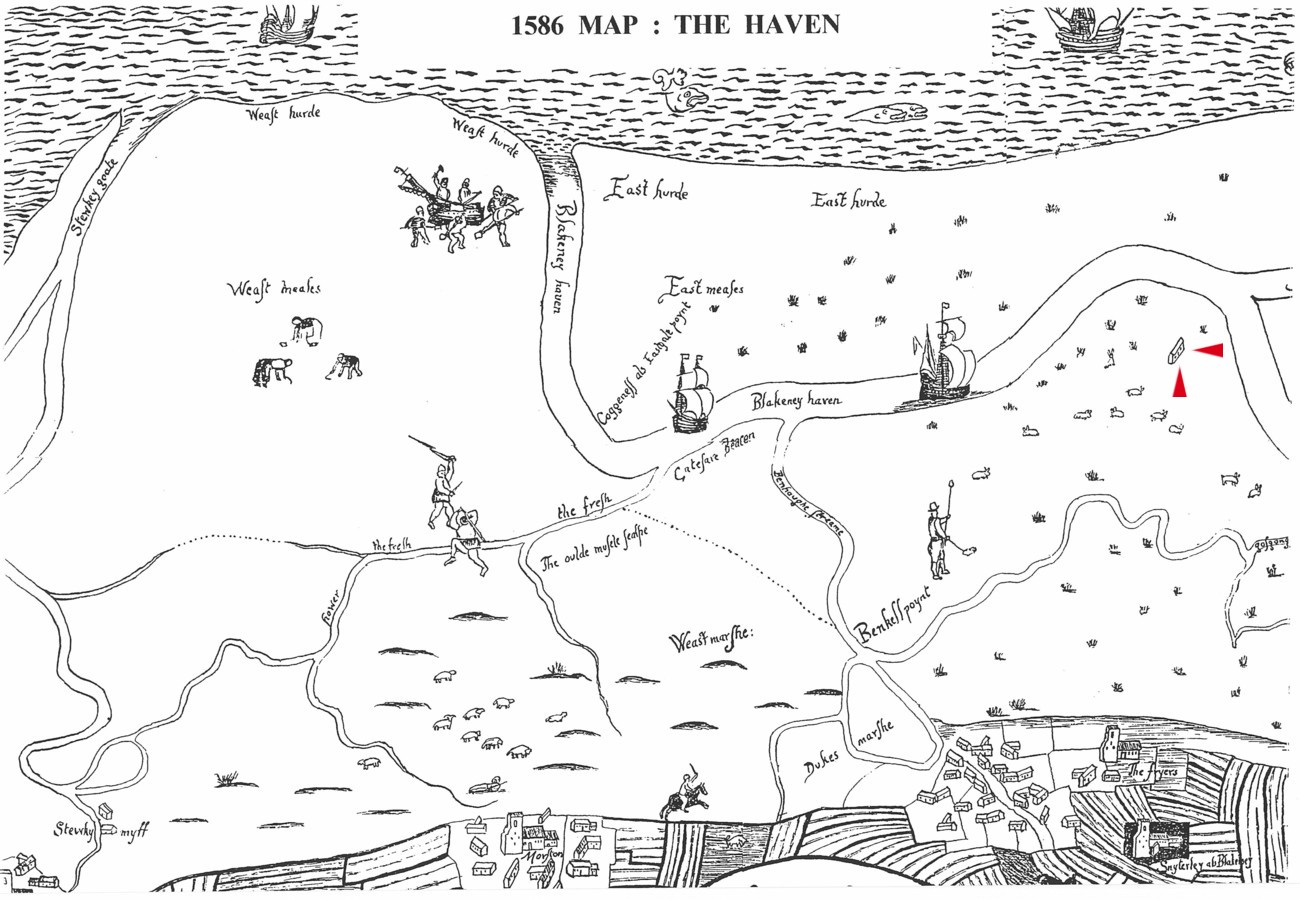
مقتطف من خريطة عام 1586 مع الإشارة إلى الكنيسة الصغيرة بأسها مضافة.